# Зеш Рехман
Зешан Рехман (урду ذيشان رحمان; нар. 14 жовтня 1983, Бірмінгем, Англія) — колишній професійний футболіст, захисник. Тренер в молодіжній академії «Портсмута». Народився в Англії, але на міжнародному рівні представляє національну збірну Пакистану.
Перший британець азійського походження, який вийшов у стартовому складі на матч Прем'єр-ліги, та перший британець азійського походження, хто зіграв у всіх чотирьох дивізіонах професійного футболу Англії. Виступав за національну збірну Пакистану, перший гравець збірної Пакистану, який грав у професійнальних футбольних турнірах в Англії, Таїланді, Гонконзі та Малайзії.
Футбольну кар'єру розпочав у «Фулгемі», за який провів загалом 30 матчів, виступав в оренді ха «Брайтон енд Гоув Альбіон» і «Норвіч Сіті». Після цього перебрався до «Квінз Парк Рейнджерс», за який провів 50 матчів. Протягом трьох років перебування на контракті в КПР шоав також в оренді за «Брайтон енд Гоув Альбіон», «Блекпул» і «Бредфорд Сіті», до складу якого в червні 2009 року вільним агентом перебрався на повноцінній основі. Представляв Англію в юнацьких збірних (U-18), (U-19) та (U-20), а в 2005 року дебютував за збірну Пакистану.

## Ранні роки
Народився 14 жовтня 1983 року в Бірмінгемі. Батько — Халід Рехман. У дитинстві в Бірмінгемі грав за місцеву команду Недільної ліги, «Кінкгерст». Зростав в районі Астон, де не лише представляти свою школу, район і округ у футбольних змаганнях, а й часто грав у футбол на вулицях.

## Клубна кар'єра

### «Фулгем»

#### Ранні роки

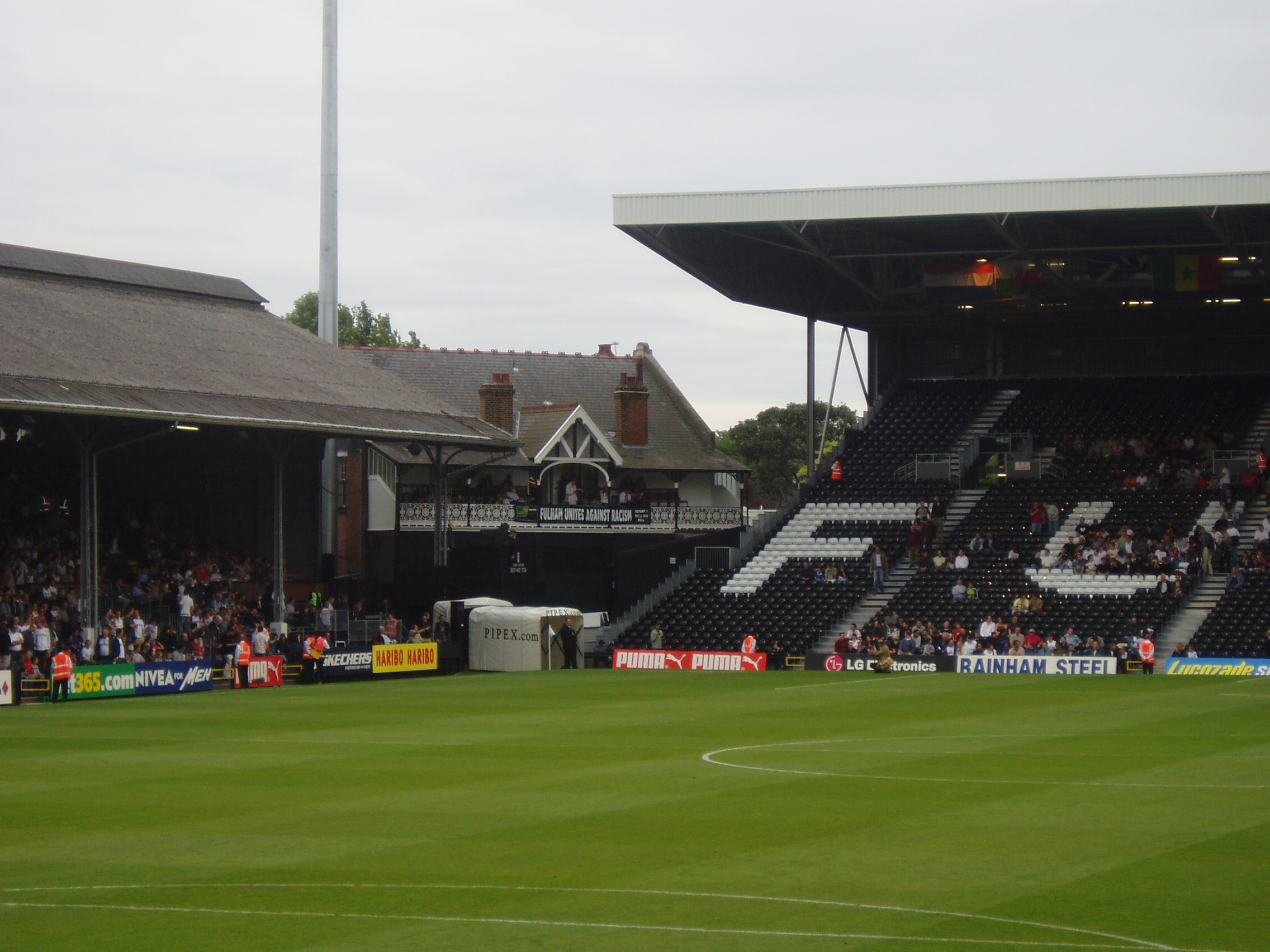
Зеш Рехман розпочав свою кар'єру на стадіоні Крейвен Коттедж

У 12-річному віці Зеша помітив скаут, який перевіз його з родиною до Лондона, де Рехман приєднався до академії «Фулгема». Швидко пройшов юнацьку, молодіжну та резервну команди «Фулгема», завдяки чому підписав свій перший професійний контракт. Незважаючи на те, що Рехман є центральним захисником, під час виступів за «Фулгем» використовувався як опорний півзахисник або правий захисник.

#### Сезон 2003/04 років
У сезоні 2003/04 років дебютував на професійному рівні, 23 вересня 2003 року в програному (0:1) виїзному матчі другого раунду Кубку футбольної ліги проти «Віган Атлетік», в якому на 57-й хвилині замінив Інамото Дзюніті. Шість днів по тому його відправили в оренду до «Брайтон енд Гоув Альбіон» з Другого дивізіону, спочатку розраховану на один місяць, до листопада. Відзначився голос у своєму дебютному поєдинку за новий клуб 30 вересня, встановив остаточний рахунок у переможному (3:1) виїзному матчі проти «Рашден енд Даймондс». 11 жовтня відкрив рахунок у переможному (3:0) поєдинку проти «Грімсбі Таун» на стадіоні «Віздін», завершив подачу з кутового від Леона Найта в першому матчі під керівництвом Боба Букера. Зрештою, оренду Рехмана продовжили на три місяці, до січня 2004 року. Провів одинадцять матчів у чемпіонаті, відзначився двома голами.
У Прем'єр-лізі дебютував за «Фулгем» 17 квітня 2004 року у нульовій нічиїй на Енфілді проти «Ліверпуля», в якому замінив Боббі Петту на останній хвилині матчу. Вийшовши на поле у вище вказаному матчі, він привернув увагу в ЗМІ серед британців азійського походження, оскільки став першим британським гравцем азійського походження, який зіграв у вищому дивізіоні англійського футболу. У червні підписав новий контракт, розрахований до 2006 року.

#### Сезон 2005/06 років
21 вересня 2005 року у другому раунді Кубка ліги відзначився своїм єдиним голом за «Фулгем», відкрив рахунок у переможному (5:4, додатковий час) поєдинку проти «Лінкольн Сіті» на Крейвен Коттедж, в якому пробив головою після навісу Гейдара Гельгусона. У січні 2006 року підписав орендний контракт до завершення сезону з представником Чемпіоншипу «Норвіч Сіті», де повинен був підсилити захист клубу. Загалом у складі «Норвіча» виходив у стартовому складі в 5-ти матчах. Провівши 30 матчів у всіх змаганнях за «Фулгем», 26 з яких — у стартовому складі та чотири — на заміну, після чого змушений був розглянути свої варіанти, якщо хотів отримати регулярну ігрову практику. Незважаючи на те, що у нього залишалося два роки до завершення дії контракту з «Фулгемом», він хотів грати в футбол в основному складі команди, і в підсумку вирішив провести наступні два сезони в іншій команді, щоб отримати якомога більше ігрового досвіду.

### «Квінз Парк Рейнджерс»
8 серпня 2006 року, безпосередньо перед початком сезону 2006/07 років, Рехман підписав 3-річний контракт із представником Чемпіоншипу «Квінз Парк Рейнджерс» (КПР), суму відступних сторони вирішили не розголошувати. У своєму першому сезоні в КПР провів 27 матчів.
Ближче до завершення сезону Рехмана відправили в оренду до колишнього клубу «Брайтон енд Гоув Альбіон» на місяць, де отримав більше ігрового досвіду в першій команді. Дебютував за нову команду 24 березня 2007 року в нічийному (0:0) матчі проти «Гаддерсфілд Таун». Він завершив свою оренду, відігравши 5 травня 2007 року всі 90 хвилин й отримав жовту картку в останньому матчі сезону Першої ліги проти «Челтнем Таун» (1:1), а також відзначився результативною передачею під час першого голу в поєдинку.
Повернувшись до КПР на початку нового сезону, отримав обмаль ігрової практики. Перемога над «Лестер Сіті» (3:1) на Новий рік 2008 року стала 50-ю грою Зеша у всіх турнірах після того, як покинув «Фулгем» у 2006 році. Сезон 2007/08 років Рехман закінчив у стартовому складі КПР проти нових переможців Чемпіоншипу, «Вест-Бромвіч Альбіон».

#### Оренда в «Блекпул»
31 липня 2008 року відправився до «Блекпула» у 6-місячну оренду разом із одноклубником Даніелем Нардіелло, який приєднався до клубу на постійній основі, а захисник «Блекпула» Каспарс Горкшс перейшов у КПР. 12 серпня 2008 року дебютував за «Блекпул», замінив Джермейна Райта у другому таймі програного (0:2) поєдинку першого раунду Кубку Ліги 2008/09 проти клубу Другої ліги «Маклсфілд Таун». Його використовували як тимчасового нападника через травми трьох нападників клубу. Дебютував у чемпіонаті наступної суботи в нічийному (1:1) матчі проти «Норвіч Сіті», в якому вийшов на початку другого тайму замість захисника Денні Койда.
Через три місяці після оренди, на початку жовтня, Рехман про свій перехід у «Блекпул» зазначив: «Я дуже радий піти від усієї метушні Лондона. Мені дуже подобається тут, у Блекпулі; це хороший клуб з амбіційним молодим тренером. Сподіваюся, протягом наступних декількох місяців я зможу переконати Саймона Грейсона, що я гідний довгострокового контракту». 31 грудня повернувся до КПР після трьох матчів у чемпіонаті, в усих з яких виходив на заміну.

#### Оренда в «Бредфорд Сіті»
26 січня 2009 року підписав орендну угоду з клубом Другої ліги «Бредфорд Сіті», розрахована до завершення сезону 2008/09 років. Зеш відмовився від можливості переїхати до «Лутон Таун» й об’єднатися з Міком Гарфордом, який раніше працював помічником головного тренера КПР, і сказав, що готовий перейти до Другої ліги лише до Бредфорд Сіті. Про цей крок Рехман сказав: «Я був готовий відмовитися від ліги лише заради того, щоб грати за цей клуб. Я розмовляв з менеджером і керівництвом, і я знаю, що вони хочуть повернути Бредфорд туди, де їм належить. Я брав участь у битві за виліт у минулому, і приємно приєднатися до клубу, який прагне до підвищення – це хороший тиск». Дебютував за команду наступного дня в програному (0:1) поєдинку проти «Бері» на «Гігг Лейн», і таким чином став першим британцем азійського походження, який грав у всіх чотирьох дивізіонах професійного футболу Англії. Дебютував вдома 31 січня на позиції правого захисника у переможному (2:0) домашньому матчі проти «Грімсбі Таун» на Веллі Перейд. У березні відмовився грати за збірну Пакистану в кваліфікації Кубку виклику АФК, щоб допомогти «Бредфорду» підвищитися в класі.

### «Бредфорд Сіті»
19 травня 2009 року залишив КПР. А 19 червня підписав дворічну угоду з «Бредфорд Сіті», сказавши про перехід: «Моя інтуїція підказала мені підписати [угоду] з «Бредфордом», і я ні про що не шкодую. З першого дня я почувався тут як вдома. Мені пощастило достатньо, щоб пограти у всіх дивізіонах, і я бачу це як наступний крок у моїй подорожі». Головний тренер «Бредфорда» Стюарт Макколл також розповів, що у Рехмана значно скоротилася зарплата після переходу до клубу, додавши: «Зеш точно не підписує контракт з Бредфордом заради грошей — він хоче досягти успіху тут, і буде чудово мати його на борту». 19 вересня 2009 року відзначився своїм першим голом за клуб, у нічийному (2:2) матчі проти «Барнета».
У сезоні 2009/10 років був капітаном команди, в якому зіграв 42 матчі. 25 березня на церемонії нагородження The Football League Awards він отримав нагороду Найкращий гравець ПФА.
На початку наступного сезону новий головний тренер Пітер Тейлор залишив Рехмана капітаном клубу й назвав його «виключним професіоналом і чудовим послом футбольного клубу». Намагаючись отримати ігровий час, після лише 12 зіграних матчів, Рехман в інтерв’ю BBC Radio зазначив, що йому не приємно сидіти на лавці запасних в останніх декількох матчах. Він також додав, що будучи капітаном команди, його досвід допоможе команді вдало виступити. За ці коментарі його позбавили капітанської пов'язки та включили до трансферного списку.

### «Муанг Тонг Юнайтед»
19 грудня 2010 року підписав 2-річну угоду з клубом тайської Прем'єр-ліги «Муанг Тонг Юнайтед». Дебютував за нову команду 30 січня 2011 року в програному (1:2) поєдинку Кубку кородя проти «Чонбурі» на стадіоні Супхачаласай. Вихід Зеша на поле зробив його першим гравцем з Пакистану, який грав у Таїланді. Про свій дебют Рехман зазначив: «Я можу чесно сказати, що мені сподобався цей досвід. Пристрасть 40 000 уболівальників у натовпі зробила цей день незабутнім». Під час перебування в клубі ним керував англійський нападник Роббі Фаулер. Загалом провів тридцять матчів у чемпіонаті за тайський клуб.

### «Кітчі»
11 січня 2012 року підписав угоду з командою Першого дивізіону чемпіонату Гонконгу «Кітчі». 31 січня дебютував у переможному (2:1) матчі проти «Сунь Хея». Рехман відзначився першим голом за новий клуб у Кубку АФК проти в'єтнамського «Сонг Лам Нгхана». Реман виграв перший срібний трофей у своїй кар'єрі в Гонконзі, 15 квітня 2012 року зіграв провідну роль у переможному (2:1) для Кітчі Кубку ліги над ключовими суперниками «Пегагус» на стадіоні Монг Кок. Допоміг «Кітчі» зберегти титул переможця Першого дивізіону Гонконгу, в переможному (4:1) останньому турі чемпіонату над «Біу Чун Рейнджерс», це став його другий клубний трофей, і це дало їм першу позицію, щоб завершити сезон золотим хет-триком. Рехман і «Кітчі» завершили сезон вражаючим чином, обігравши Пегасус у серії післяматчевих пенальті та виграв фінал Кубку ФА Гонконгу на стадіоні Гонконгу. Ця перемога стала історичним моментом для клубу, оскільки «Кітчі» стали володарем золотого хет-трика на національному рівні, досягнення, яке ніколи не повторив гонконзький клуб. Рехман потрапив до команди сезону Першого дивізіону Ліги BMA Гонконгу на щорічній вечері Annual Awards HKFA. Рехман також досяг подвигу, ставши першим пакистанським гравцем, який грав у Кубку АФК.
29 серпня 2012 року зіграв повний матч у передсезонному товариському матчі проти гранду Прем'єр-ліги «Арсенала» перед 40-тисячним натовпом, в якому чемпіони Гонконгу зіграли внічию (2:2) з «канонірам» на стадіоні Гонконгу. 11 травня 2013 року став володарем Кубку Гонконгу, у переможному (1:0) поєдинку проти минулорічного фіналіста «Сан Пегасус». 26 травня 2013 року допоміг «Кітчі» перемогти «Туен Мун» (3:0) у фіналі плей-оф, щоб забезпечити своїм командам вихід до Кубку АФК 2014. У сезоні 2012/13 років зіграв за клуб 15 матчів чемпіонату, а в наступному сезоні — 6 поєдинків.

### «Паханг»
У грудні 2013 року підписав 2-річний контракт з малазійським клубом «Паханг». Колишній президент Кітчі Кен Нг прокоментував перехід наступним чином: «Зеш зробив величезний внесок в успіх Кітчі за останні 2 роки, і його справді буде не вистачати». Менеджер його нового клубу Зайнал Абідін Хассан зазначив, що вони «в захваті», оскільки він «вирішив приїхати в «Паханг» з-поміж декількох інших команд». Причину переходу до клубу Зеш назвав «своєю долею». У своєму першому сезоні з клубом виграв три трофеї — Суперлігу Малайзії, Кубок ФА Малайзії та Кубок Малайзії, і, таким чином, пройшов кваліфікацію до Кубку АФК 2015. У кубку зіграв шість матчів, голами не відзначався.
Генеральний директор і віце-президент ФК «Паханг» Датук Акбар V V Abu., 
28 червня 2016 року оголосив через свої облікові записи в соціальних мережах, що погодився за згодою сторін припинити виступи в «Паханзі» після успішного 3-річного перебування в клубі. Зеш сказав: «Мені хотілося б у майбутньому повернутися на посаду тренера, те, що мені запропонували на початку цього сезону, але це був невідповідний момент для мене. Я повернуся, щоб відвідати місце народження мого сина Куантан. У «Паханга» найкращі вболівальники в Малайзії і є, безумовно, найкращими, для яких я грав. Я пішов звідси в чудових відносинах з керівництвом, фантастичними спогадами та багатьма сформованими дружніми зв’язками. Успіхів усьому персоналу та команді до кінця сезону. Дякую».

### «Джиллінгем»
23 лютого 2017 року повернувся до Англії, де приєднався до «Джиллінгема» з Першої ліги, до завершення сезону 2016/17 років. Дебютував за клуб у переможному (2:1) поєдинку проти «Саутенд Юнайтед». Отримав похвалу від головного тренера Едріана Пеннока за його гру та лідерство після того, як допоміг «Джиллінгема» уникнути вильоту з Першої ліги в останньому турі сезону в нічийному (0:0) поєдинку проти «Нортгемптона».

### «Саутерн Дистрикт»
14 червня 2017 року оголосив на своїй сторінці в Twitter, що підписав контракт з «Саутерн Дистрикт», повернувшись до Гонконгу вперше з 2013 року. Рехман обрав «Саузерн» з-поміж декількох інших пропозицій з усього світу, назвавши основну перевагу співпрацю з головним тренером Ченг Сіу Чунгом.
28 квітня 2020 року «Саузерн» оголосив про домовленість з Зешом про продовження контракту.

## Кар'єра тренера

### «Саутерн Дистрикт»
16 травня 2020 року, ближче до завершення сезону 2019/20 років, коли розпочалася пандемія COVID-19, Рехмана призначили граючим головним тренером «Саутерна», завдяки чому пакистанець отримав свою першу тренерську посаду після отримання професійної ліцензії УЄФА. До цього провів два сезони на посаді тренера з розвитку, тісно співпрацюючи з новими юними перспективними гравцями клубу, які виграли Лігу U-18 і Молодіжний Кубок ФА.
30 травня 2021 року завершив свій перший повний сезон на посаді головного тренера, привів «Саутерн» до 5-го місця в середині турнірної таблиці, що стало видатним досягненням зважаючи на те, що пакистанцю довелося працювати з найнижчим бюджетом у чемпіонаті та з наймолодшою командою тренерів. А Зеш став наймолодшим головним тренером клубу Прем'єр-ліги Гонконгу.
У січні 2022 року, в середині нового сезону, вивів Саузерн на вершину ліги з другою за величиною кількістю забитих м’ячів, найкращим результатом захисту в лізі та найбільшою кількістю сухих матчів, випередивши команду-учасниць азійської Ліги чемпіонів «Кітчі» та минулорічного срібного призера чемпіонату «Істерн». Саузерн також увійшов до трійки лідерів Саплінг Кубку Ліги.
У травні 2022 року оголосив про завершення 21-річної кар'єри гравця, протягом якої Рехман виступав у декількох країнах. Описав свій час як дивовижний досвід як на полі, так і поза ним.

### «Портсмут»
Завершивши кар'єру гравця, у червні 2022 року перейшов у «Портсмут» як тренер команди U-18.
У січні 2023 року, після звільнення Денні Коулі та Нікі Коулі з посади головного тренера та помічника головного тренера, став виконувачем обов'язком помічника головного тренера першої команди.
Залишився виконувачем обов'язків помічника головного тренера після призначення на тренерський місток Джона Моузіньо.
У суботу, 21 січня 2023 року, перша гра головної команди завершилася домашньою перемогою з рахунком 2:0 проти гостей з «Ексетер Сіті». Це була їх перша домашня перемога в Першій лізі з 3 вересня 2022 року. Три дні по тому, 24 січня 2023 року, «Портсмут» вирушив до «Флітвуд Тауна», якого впевнено обіграв з рахунком 2:0, це їхня перша виїзна перемога в Першій лізі з 22 жовтня 2022 року.
23 березня 2023 року Рехмана призначили тренером з розвитку першої команди. Протягом сезону Зеш став першим колишнім гравцем британсько-пакистанського походження, який працював тренером у першій команді англійських професійних ліг.

## Кар'єра в збірній
Спочатку Зеш представляв Англію і грав за неї в юнацьких збірних (U-18), (U-19) та (U-20). Однак стати першим пакистанцем, який народився в Англії та одягнути футболку збірної Англії, здавалося занадто очевидним через відсутність можливостей для першої команди у «Фулгема». Завдяки своєму пакистанському походженню та тому, що він мав подвійне пакистанське та британське громадянство, Рехман також отримав право представляти Пакистан, і зрештою вирішив грати за них, оскільки вважав це більш реалістичним варіантом. Багато груп британців азійського походження були проти цього і вони хотіли, щоб Зеш більше боровся за місце в збірній Англії, щоб встановити стандарт для англо-азіатської молоді.
Однак це було нереалістичне прагнення. Пам’ятаючи про це та з дозволу свого батька, до Рехмана звернувся Малік Ріаз Хай Навід, молодий футбольний тренер, який 7 грудня 2005 року на Народному футбольному стадіоні в Карачі дебютував на тренерському містку збірної Пакистану в переможному (1:0) поєдинку Чемпіонаті федерації Південної Азії 2005 року проти Шрі-Ланки. Зрештою Пакистан дійшов до півфіналу, де програв Бангладеш (0:1).
Рехман під час свого дебюту за національну збірну Пакистану, 
Зеша включили до складу збірної Пакистану на матчі кваліфікації чемпіонату світу 2010 року проти Іраку в жовтні 2007 року, і зіграв матч у Лахорі, але не зміг завадити чемпіону Азії перемогти з рахунком 7:0. У матчі-відповіді 28 жовтня допоміг Пакистану здобути нічию (0:0). Однак йому також довелося відмовитися від участі в чемпіонаті Південної Азії 2008, коли отримав харчове отруєння. Після майже чотирьох років відсутності повернувся до збірної Пакистану для участі у кваліфікації Кубку виклику АФК 2012.

### 2013—2019
У вересні 2013 року представляв Пакистан на чемпіонаті Південної Азії, який проходив у Непалі. Зіграв усі ігри за Пакистан, який ледь не потрапив у півфінал, незважаючи на перемогу над Бангладешом в останньому турі групового раунду. Його результативна гра під час турніру принесли йому місце в Символічній збірній чемпіонату Південної Азії. У жовтні 2013 року був капітаном Пакистану в обох матчах Кубку миру, що проходив на Філіппінах, на якому відзначився переможним голом у першому матчі проти Китайського Тайбею.
У вересні 2018 року зіграв у своєму останньому турнірі під егідою Федерації футболу Південної Азії зі збірнц Пакистану в Бангладеш, після своєї першої гри у вище вказаному змаганні 13 років по тому. Зіграв усі матчі, допоміг команді пройти до півфінальної стадії змагань, де пакистанці зустрілися з принциповим суперником, Індією.
У червні 2019 року був капітаном команди у двох матчах азійської кваліфікації чемпіонат світу 2022 проти Камбоджі. Пакистан не потрапив до групового етапу змагань через поразки в Пномпені та Досі, а в останньому з вище вказаних міст Зеш провів останній поєдинок у футболці національної збірної.

### Скандал
Зеш Рехман в інтерв'ю Eastern Eye, 
У 2007 році Рехман викликав суперечки, коли в інтерв’ю британській щотижневій газеті «Eastern Eye» сказав, що гравці азіатського походження повинні думати про те, щоб залишатися вірним своїм корінням, а не мріяти грати за Англію. Реман вказав на Майкла Чопру та Девіда Ньюджента, які обидва були найкращими бомбардирами Чемпіоншипу, але Ньюджент отримав виклик до збірної Англії, а Чопра – ні.

## Особисте життя
Зеш сказав, що його «єдина мета в спробах досягти успіху як професійного футболіста — це надихнути інших азіатських гравців наслідувати мій приклад і досягати своїх цілей». Посол Азійської футбольної мережі (АФН), громадської ініціативи, спрямованої на підтримку та сприяння розвитку масового азіатського футболу у Великій Британії.. Також співпрацював з Асоціацією професійних футболістів (ПФАA), щоб спробувати збільшити кількість британців азійського походження, які починають професійну футбольну кар’єру, і відвідував зустрічі з ПФА, щоб досягти цієї мети. Він також брав участь у кампанії «Покажи расизму червону картку» і брав участь у кампанії «Челсі» «Пошуки азійської зірки». 12 липня 2008 року взяв участь у заході Islam Expo у виставковому центрі «Олімпія» у Західному Кенсінгтоні, Лондон, 4-денному заході, основною метою якого було побудувати мости між мусульманськими громадами Великобританії та рештою суспільства. Зеш взяв участь у дискусії, де надав відгуки про позитивне використання спорту на основі власного досвіду.
У квітні 2008 року з'явився на афганській супутниковій телевізійній мережі Noor TV і бангладешському Islamic TV (базуються у США), де підкреслив, що він мусульманський футболіст і розповів як можна продовжити футбольну кар'єру, зберігаючи ісламське коріння. 20 квітня 2008 року був гостем на щоу Breakdown радіостанції BBC Asian Network, де повідоми про свої улюблені мелодії у стилі Дезі. У травні 2008 року отримав нагороду за відданість співтовариству КПР. У квітні 2008 року Реман взяв участь у документальному фільмі на BBC Radio 1Xtra про британців азійського походження у футболі, який розповідав про його «подорож від ігрового майданчика до Прем’єр-ліги».
У травні 2010 року започаткував The Zesh Rehman Foundation у Веллі Перейд, щоб заохочувати дітей будь-якого походження займатися футболом та спортом загалом щоб влосконалити себе. Він був названий одним із 50 послів заявок на чемпіонат світу з футболу Англії на чемпіонат світу 2018, увійшов до Зали слави Продемонструй червону картку расизму, і був запрошений Гордоном Тейлором до керівного комітету ПФА.
У 2014 році його назвали спеціальним автором у Південно-Східній Азії для відділення Південно-Східної Азії ESPN, оскільки він писав блоги та колонки про футбол у швидко зростаючому футбольному регіоні Азії. Написав свій другий блог для відділення ESPN Південно-Східної Азії через декілька днів після того, як його команда здобула перемогу в чвертьфіналі Кубку Малайзії.

## Статистика виступів

### Клубна
| Клуб                                | Сезон             | Ліга                     | Ліга  | Ліга | Національний кубок | Національний кубок | Кубок ліги | Кубок ліги | Конт. кубок | Конт. кубок | Інші  | Інші | Загалом | Загалом |
| Клуб                                | Сезон             | Дивізіон                 | Матчі | Голи | Матчі              | Голи               | Матчі      | Голи       | Матчі       | Голи        | Матчі | Голи | Матчі   | Голи    |
| ----------------------------------- | ----------------- | ------------------------ | ----- | ---- | ------------------ | ------------------ | ---------- | ---------- | ----------- | ----------- | ----- | ---- | ------- | ------- |
| «Фулгем»                            | 2003–04           | Прем'єр-ліга             | 1     | 0    | 0                  | 0                  | 1          | 0          | —           | —           | —     | —    | 2       | 0       |
| «Фулгем»                            | 2004–05           | Прем'єр-ліга             | 17    | 0    | 2                  | 0                  | 4          | 0          | —           | —           | —     | —    | 23      | 0       |
| «Фулгем»                            | 2005–06           | Прем'єр-ліга             | 3     | 0    | 0                  | 0                  | 2          | 1          | —           | —           | —     | —    | 5       | 1       |
| «Фулгем»                            | Загалом           | Загалом                  | 21    | 0    | 2                  | 0                  | 7          | 1          | —           | —           | —     | —    | 30      | 1       |
| «Брайтон енд Гоув Альбіон» (оренда) | 2003–04           | Другий дивізіон          | 11    | 2    | 0                  | 0                  | 0          | 0          | —           | —           | 2     | 0    | 13      | 2       |
| «Норвіч Сіті» (оренда)              | 2005–06           | Чемпіоншип               | 5     | 0    | 0                  | 0                  | 0          | 0          | —           | —           | —     | —    | 5       | 0       |
| «Квінз Парк Рейнджерс»              | 2006–07           | Чемпіоншип               | 25    | 0    | 1                  | 0                  | 1          | 0          | —           | —           | —     | —    | 27      | 0       |
| «Квінз Парк Рейнджерс»              | 2007–08           | Чемпіоншип               | 21    | 0    | 0                  | 0                  | 1          | 0          | —           | —           | —     | —    | 22      | 0       |
| «Квінз Парк Рейнджерс»              | Загалом           | Загалом                  | 62    | 2    | 1                  | 0                  | 2          | 0          | —           | —           | —     | —    | 67      | 2       |
| «Брайтон енд Гоув Альбіон» (оренда) | 2006–07           | Перша ліга               | 8     | 0    | 0                  | 0                  | 0          | 0          | —           | —           | —     | —    | 8       | 0       |
| «Блекпул» (оренда)                  | 2008–09           | Чемпіоншип               | 3     | 0    | 0                  | 0                  | 1          | 0          | —           | —           | —     | —    | 4       | 0       |
| «Бредфорд Сіті» (оренда)            | 2008–09           | Друга ліга               | 17    | 0    | 0                  | 0                  | 0          | 0          | —           | —           | 0     | 0    | 17      | 0       |
| «Бредфорд Сіті»                     | 2009–10           | Друга ліга               | 38    | 2    | 1                  | 0                  | 1          | 0          | —           | —           | 2     | 0    | 42      | 2       |
| «Бредфорд Сіті»                     | 2010–11           | Друга ліга               | 8     | 0    | 1                  | 0                  | 2          | 0          | —           | —           | 1     | 0    | 12      | 0       |
| «Бредфорд Сіті»                     | Загалом           | Загалом                  | 74    | 2    | 2                  | 0                  | 4          | 0          | —           | —           | 3     | 0    | 83      | 2       |
| «Муанг Тонг Юнайтед»                | 2011              | Тайська ліга 1           | 30    | 1    |                    |                    |            |            | 5           | 0           | —     | —    | 35      | 1       |
| «Кітчі»                             | 2011–12           | Перший дивізіон Гонконгу | 9     | 0    | 4                  | 1                  | 3          | 0          | 7           | 1           | —     | —    | 23      | 2       |
| «Кітчі»                             | 2012–13           | Перший дивізіон Гонконгу | 15    | 0    | 4                  | 0                  | 0          | 0          | 9           | 0           | 2     | 0    | 30      | 0       |
| «Кітчі»                             | 2013–14           | Перший дивізіон Гонконгу | 6     | 0    | 4                  | 0                  | 0          | 0          | 0           | 0           | 1     | 0    | 11      | 0       |
| «Кітчі»                             | Загалом           | Загалом                  | 60    | 1    | 12                 | 1                  | 3          | 0          | 21          | 1           | 3     | 0    | 99      | 3       |
| «Паханг»                            | 2014              | Ліга Супер Малайзії      | 21    | 1    | 10                 | 3                  | 7          | 1          | 0           | 0           | 0     | 0    | 38      | 5       |
| «Паханг»                            | 2015              | Ліга Супер Малайзії      | 21    | 6    | 10                 | 1                  | 6          | 1          | 8           | 0           | 0     | 0    | 45      | 8       |
| «Паханг»                            | 2016              | Ліга Супер Малайзії      | 11    | 0    |                    |                    | 1          | 0          |             |             |       |      | 12      | 0       |
| «Паханг»                            | Загалом           | Загалом                  | 53    | 7    | 20                 | 4                  | 14         | 2          | 8           | 0           | 0     | 0    | 95      | 13      |
| «Джиллінгем»                        | 2016–17           | Перша ліга               | 10    | 1    | 0                  | 0                  | 0          | 0          | 0           | 0           | 0     | 0    | 10      | 1       |
| «Саутерн Дистрикт»                  | 2017-22           | Прем'єр-ліга Гонконгу    | 67    | 0    | 20                 | 0                  | 12         | 0          | 1           | 0           | 0     | 0    | 100     | 2       |
| Усього за кар'єру                   | Усього за кар'єру | Усього за кар'єру        | 345   | 14   | 56                 | 4                  | 42         | 3          | 30          | 1           | 8     | 0    | 500     | 24      |

1. 1 2 3  Матчі в Трофеї Футбольної ліги
2. ↑  Матчі в Кубку АФК та Лізі чемпіонів АФК
3. 1 2 3  Матчі в Кубку АФК
4. 1 2  Матчі в Головному щиті Гонконгу

### У збірній
| Національна збірна | Рік     | Матчі | Голи |
| ------------------ | ------- | ----- | ---- |
| Пакистан           | 2005    | 4     | 0    |
| Пакистан           | 2006    | 2     | 0    |
| Пакистан           | 2007    | 2     | 0    |
| Пакистан           | 2010    | 1     | 0    |
| Пакистан           | 2011    | 3     | 0    |
| Пакистан           | 2012    | 1     | 0    |
| Пакистан           | 2013    | 5     | 1    |
| Пакистан           | 2018    | 5     | 0    |
| Пакистан           | 2019    | 2     | 0    |
| Загалом            | Загалом | 25    | 1    |

### Голи за збірну
Рахунок та голи збірної Пакистану в таблиці подано на першому місці.
| №  | Дата           | Місце                      | Суперник          | Рахунок | Результат | Змагання            |
| -- | -------------- | -------------------------- | ----------------- | ------- | --------- | ------------------- |
| 1. | 13 жовтня 2013 | Панаад, Баколод, Філіппіни | Китайський Тайбей | 1–0     | 1–0       | Кубок Філіппін 2013 |